# Bloomsbury Publishing
Bloomsbury Publishing er et forlag fra Storbritannien. Forlaget har bl.a. udgivet Harry Potter-bøgerne af J.K. Rowling.

## Erhvervelser og forlæggervirksomheder
Blandt de virksomheder, boglister og forlæggervirksomheder som Bloomsbury har kopkøbt er:
- Bloomsbury Academic (1986)
- A & C Black (2000)
- Whitaker's Almanack (2002)
- T & AD Poyser (2002)
- Thomas Reed Publications (2002)
- Peter Collin Publishing (2002)
- Andrew Brodie Publications (2003)
- Walker Publishing Company (2004)
- Methuen Drama (2006)
- Berg Publishers (2008)
- John Wisden & Co (2008)
- Arden Shakespeare (2008)
- Tottel Publishing (2009)
- Bristol Classical Press (2010)
- Continuum International Publishing Group (2011)
- Absolute Press (2011)[3]
- Fairchild Books (2012)
- Applied Visual Arts Publishing (2012)
- Hart Publishing (2013)
- Osprey Publishing (2014)
- I. B. Tauris (2018)